# سيروس إس آر22
سيروس إس آر- (بالإنجليزية: Cirrus SR22)‏ هي طائرة خفيفة أنتجت في 2001 بالولايات المتحدة. من صناعة سيروس للطائرات. ومازالت في الخدمة حتى الآن. صنع منها 4365 طائرة.